# Veyrier

Veyrier é uma comuna suíça do Cantão de Genebra que fica entre Troinex, Carouge, Genebra e Chêne-Bougeries, e a Sul a Alta Saboia francesa. Uma grande parte da fronteira com a comuna de Genebra é feita pelo Rio Arve. 
Segundo o Departamento Federal de Estatísticas Veyrier ocupa uma superfície de 6.5 km2 dos quais  50.4 %  é uma zona habitável e de infra-etructuras e 33.2 % é zona agrícola. A progressão habitacional tem sido importante pois passou de 5 924 e 7039 em 1980 e 1990 a 8 892 e 9641 em 2000 e 2008.
As raízes de Veyrier são múltiplas, mas o sufixo ier indica uma origem latina da palavra, pois a encontramos em localidades como Veiry e Viry.
Veyrier fica junto à mais Suíça das elevações francesas, o Salève, a partir da qual se tem uma vista panorâmica sobre a Genebra grandiosa. Além da estrada que sobe sobre a vertente Este, logo do lado da Alta Saboia, pode atingir-se esse cume com um teleférico